# Misión San Luis Rey de Francia
La Misión San Luis Rey de Francia  o la Iglesia de San Luis es una iglesia histórica ubicada en Oceanside, California. La Misión de San Luis Rey de Francia se encuentra inscrita como un Hito Histórico Nacional en el Registro Nacional de Lugares Históricos desde el 15 de abril de 1970.

## Ubicación
Misión de San Luis Rey de Francia se encuentra dentro del condado de San Diego en las coordenadas 33°13′57″N 117°19′10″O / 33.2325, -117.319444.